# Estado postictal
El estado postictal es el estado alterado de conciencia en el que entra una persona después de tener una crisis convulsiva. Generalmente dura entre 5 y 30 minutos, pero puede durar más dependiendo de la duración y severidad de la crisis que lo desencadene, y se caracteriza por mareo, confusión, hipertensión, cefalea o migraña y otros síntomas de desorientación. Adicionalmente, la finalización de este estado suele acompañarse de amnesia u otros déficits amnésicos. Durante este periodo se da la recuperación del cerebro del trauma que representa la crisis convulsiva.
El período postictal se considera como el período inmediatamente posterior a una crisis convulsiva en el que el cerebro se recupera, mientras que el período ictal es la convulsión propiamente dicha, y el período interictal es el período entre crisis convulsivas, donde la actividad cerebral es más normal.

## Síntomas
Jerome Engel define el estado postictal como manifestaciones de alteraciones no estructurales y reversibles en la función neuronal inducidas por una convulsión Después de una crisis convulsiva es común encontrar una sensación de extenuación tanto física como mental que puede durar uno o dos días. Los síntomas referidos con mayor frecuencia después de una crisis convulsiva son dificultades para pensar claramente, específicamente falta de atención y concentración, limitación de la memoria a corto plazo, disminución de las habilidades verbales y de interacción, y una variedad de deficiencias cognitivas específicas de cada individuo Esta serie de síntomas se conoce como el estado postictal, aunque la palabra postictal solamente significa después de la convulsión.
La aparición de migrañas postictales es una queja frecuente entre pacientes epilépticos, y pueden tener una variedad de etiologías. Una posible causa de estas migrañas es un aumento de la presión intracraneal secundaria a edema cerebral postictal. En ocasiones los pacientes pueden no saber que sufrieron una crisis convulsiva y la migraña característica ser el único indicio. Estados depresivos también son frecuentes después de una crisis.
Otros síntomas asociados con el estado postictal son menos comunes. La parálisis de Todd (PT) es una pérdida funcional, temporal y regional, asociada a la región cerebral que fue afectada por la crisis. La disfunción motora es la más común y puede variar desde debilidad hasta parálisis completa. Cerca del 6% de los pacientes que han tenido crisis convulsivas tónico-clónicas han experimentado PT posteriormente, con el déficit motor acompañado algunas veces de parestesias, ceguera o sordera. La PT puede causar amnesia anterógrada si la crisis afectó los hipocampos bilaterales, y afasia si la crisi se inició en el hemisferio dominante para el lenguaje. Estos síntomas generalmente duran alrededor de 15 horas, pero pueden durar hasta 36 horas, y es importante descartar que la pérdida de función motora no se deba a isquemia.
La psicosis postictal (PP) es una complicación infrecuente pero severa encontrada en estados postictales, caracterizada pr alucinaciones visuales y auditivas, ilusiones, paranoia, alteraciones del afecto y agresividad. Después de terminada la crisis convulsiva, el paciente siente la confusión y letargo típicos de estado postictal, y gradualmente se recupera hasta un estado de normalidad, lo que es llamado fase lúcida, que puede durar entre 2 horas y una semana (generalmente más de 6 horas) antes del inicio de la psicosis. En cerca del 12-15% de los pacientes que sufren crisis convulsivas el periodo de psicosis puede durar entre 12 horas hasta más de 3 meses (siendo el promedio 9-10 días). Esta psicosis es tratable con antipsicóticos comunes y se resuelve cuando el paciente deja de tener convulsiones.
También se ha reportado éxtasis postictal después de crisis convulsivas. Este se ha descrito como una sensación de éxtasis muy acentuada asociada con la resolución de la amnesia.
En casi todos los casos algunos de estos síntomas postictales están presentes por un periodo que varía de algunas horas a uno o dos días. De hecho, la confusión e incapacidad de interacción después de una crisis convulsiva es tan común y esperada que si un paciente no muestra estos síntomas después de una crisis, puede ser un signo para el equipo médico de que el evento no fue una verdadera convulsión. Generalmente estas convulsiones falsas están relacionadas con síncopes o son de origen psicógeno. El estado postictal también puede ser útil para el equipo médico para determinar el foco de la crisis. Disminución de la memoria verbal tiende a ser el resultado de una crisis que afectó el hemisferio dominante, mientras que crisis que afectan el hemisferio no dominante tienden a manifestarse con disminución de la memoria visual. La incapacidad para leer (afasia) sugiere un foco en las áreas del lenguaje del hemisferio dominante, y ciertos movimientos semivoluntarios como limpiarse la nariz tienden a hacerse con la mano ipsilateral al foco convulsivo.

## Causas
Aunque al parecer las neuronas se encuentran exhaustas después de la constante despolarización involucrada en una crisis convulsiva, la capacidad de la neurona para conducir un potencial de acción después de la crisis no se encuentra disminuido. Las neuronas del cerebro conducen normalmente tras la estimulación, incluso después de largos períodos de status epilepticus. Por su parte, el gradiente de sodio que permite la propagación axonal del potencial de acción es tan grande en comparación con la minúscula cantidad de iones que se intercambian en cada canal con cada señal que es muy improbable que este gradiente sea consumido por el aumento de actividad dentro de una crisis convulsiva. Por esto, existen cuatro hipótesis mayores acerca de los mecanismos celulares y moleculares involucrados en la generación de los síntomas de los estados postictales: depleción de neurotransmisores, cambios en la concentración de receptores, inhibición activa, y cambios del flujo sanguíneo cerebral. Es muy posible que estos puedan interactuar, o que más de una de las teorías contribuya a los síntomas postictales.

### Depleción de neurotransmisores
En la terminación axónica deben haber neurotransmisores que se exocitan en la hendidura sináptica para poder propagar la señal hasta la siguiente neurona. Aunque los neurotransmisores no son típicamente un factor limitante en las tasas de transmisión neuronal, es posible que con las despolarizaciones repetidas involucradas en una crisis convulsiva los neurotransmisores se gasten más rápido de lo que nuevas moléculas pueden ser sintetizadas en el citoplasma y transportadas a la periferia del axón. Actualmente no hay evidencia directa de este fenómeno después de una crisis convulsiva.

### Cambios en la concentración de neurorreceptores
En estudios en los que se estimula la aparición de convulsiones sometiendo ratas a electrochoques, las convulsiones son seguidas por inconsciencia y ondas lentas en el electroencefalograma (EEG), signos de catalepsia postictal. La administración del antagonista de opioides naloxona inmediatamente revierte este estado, proveyendo evidencia de que hay mayor respuesta o concentración de los receptores de opioides durante las convulsiones, lo que puede ser responsable de la debilidad experimentada por los humanos en los períodos postictales. Cuando se suministra naloxona a sujetos humanos en períodos interictales , los investigadores han observado un aumento en la actividad eléctrica en el EEG, lo que sugiere que los receptores de opioides pueden sufrir una contraregulación positiva durante las convulsiones humanas. Para proveer evidencia directa de esto, Hammers et al realizaron tomografías por emisión de positrones (PET) escaneando ligandos radiomarcados antes, durante y después de convulsiones espontáneas en humanos. Encontraron que los receptores de opioides reciben una contraregulación positiva en las regiones cercanas al foco convulsivo durante la fase ictal, regresando gradualmente a a los valores de base durante la fase postictal. Hammers anota que el flujo sanguíneo cerebral después de una crisis convulsiva no puede ser responsable del aumento de actividad observada en el PET. El flujo sanguíneo regional puede incrementarse hasta un 70-80% después de una convulsión pero se normaliza después de 30 minutos. El período postictal más corto en su estudio fue de 90 minutos y ninguno de los pacientes tuvo convulsiones durante el examen. Se ha predicho que una disminución en la actividad de opioides después de una convulsión podría causar síntomas de abstinencia, contribuyendo a la depresión postictal. La conexión del receptor de opioides con la mitigación de convulsiones ha sido disputada, y los opioides han mostrado tener diferentes funciones en diferentes partes del cerebro, exhibiendo propiedades tanto pro convulsivas como anti convulsivas.

### Inhibición activa
Es posible que las crisis convulsivas cesen espontáneamente, pero es más probable que algunos cambios en el cerebro creen señales inhibitorias que sirven para moderar las neuronas hiperactivas y concluir la convulsión. Se ha observado la actividad de ciertos péptidos opioides en el estado postictal que pueden tener en algunos momentos actividad anticonvulsivante, y la adenosina también se ha mencionado como una molécula potencialmente involucrada en la cesación de las crisis. Hay evidencia a favor de la teoría de la inhibición activa en la ocurrencia de un periodo refractario postictal, un período de semanas y hasta meses después de una serie de crisis convulsivas en los que no es posible inducir nuevas convulsiones (utilizando modelos animales y una técnica llamada kindling , en la que se inducen convulsiones con estimulación eléctrica repetida).
La existencia de señales inhibitorias residuales es la explicación mas plausible de por qué existe un período en el que el umbral para provocar una segunda convulsión es elevado, y la baja excitabilidad también puede explicar algunos de los síntomas postictales. Las señales inhibitorias podrían partir de receptores GABA (IPSPs tanto rápidos como lentos), receptores de potasio activados por calcio (que dan origen a la posthiperpolarización), bombas hiperpolarizantes, u otros cambios en canales de iones o receptores de señales. Estos cambios tendrían un efecto residual por un corto período de tiempo después de disminuir la hiperactividad neuronal, pudiendo inhibir la despolarización normal durante el período postictal. Sin embargo, la mayoría de estos cambios tendrían una duración esperada de segundos (en el caso de IPSP y AHP) o incluso minutos (en el caso de las bombas hiperpolarizantes), pero no pueden explicar los síntomas que duran horas después de una convulsión.
Aunque no es un ejemplo directo de inhibición activa, la acidosis sanguínea podría ayudar a concluir la convulsión y también a deprimir las neuronas después de terminada esta. Cuando la contracción muscular durante una convulsión tónico-clónica sobrepasa el suministro de oxígeno el músculo entra en metabolismo anaeróbico. Con contracciones continuas bajo condiciones anaeróbicas, las células entran en acidosis láctica (producción de ácido láctico como desecho metabólico). Esto disminuye el pH sanguíneo (alta concentración de iones H+), lo que tiene varios efectos sobre el cerebro. Uno de estos es que los iones de hidrógeno compiten con otros iones en el canal iónico asociado con N-metil-d-aspartato (NMDA). Esta competencia puede atenuar la hiperexcitabilidad mediada por el canal y receptor de NMDA después de una convulsión Es improbable que estos efectos sean de larga duración, pero al disminuir la efectividad del receptor de glutamato tipo NMDA, las altas concentraciones de H+podrían incrementar el umbral excitatorio celular, inhibiendo la convulsión y potencialmente disminuyendo la transmisión neuronal después del evento.

### Cambios del flujo sanguíneo cerebral
La autorregulación del flujo sanguíneo cerebral generalmente asegura que la cantidad suficiente de sangre alcance las diferentes regiones del cerebro para igualar las necesidades generadas por la actividad celular de la región. En otras palabras, la perfusión generalmente se acopla al metabolísmo de todos los órganos, pero especialmente en el cerebro, que tiene la mayor prioridad. Sin embargo, después de una crisis convulsiva se ha observado que algunas ocasiones el flujo sanguíneo cerebral no es proporcional al metabolismo. Mientras que el flujo sanguíneo cerebral no cambió en el hipocampo de ratones (el foco convulsivo en este modelo) durante o después de convulsiones, incrementos en la captación relativa de glucosa se observaron en la región durante los períodos ictal y postictal.
El análisis de modelos animales es difícil en este tipo de estudio porque cada tipo de modelo de crisis produce un patrón único de perfusión y metabolismo. Así, en diferentes modelos de epilepsia los investigadores han encontrado resultados diferentes acerca de la desacoplación de la perfusión y el metabolismo. El modelo de Hosokawa utilizó ratones EL, en el que las crisis se inicián en el hipocampo y se comportan de manera semejante a la observada en pacientes epilépticos humanos. Si en humanos se diera la misma desacoplación de la perfusión y el metabolismo, esta resultaría en hipoperfusión del área afectada, una posible explicación para la confusión y otros síntomas que los pacientes experimentan después de una convulsión. Es posible que estos cambios en el flujo sanguíneo sean el resultado de autorregulación deficiente después de una convulsión, o podría por el contrario ser un factor mas involucrado en la cesación de las convulsiones.

## Tratamiento
La observación de los niveles de transcripción de neuropéptidos durante y después de una convulsión da una idea de como responde el cerebro a las convulsiones. Se cree que algunos neuropéptidos (como la galanina, hormona liberadora de tirotropina (TRH), el neuropéptido Y, la somatostatina y la cortistatina) tienen propiedades anticonvulsivantes y neuroprotectoras. Teniendo en cuenta esta función percibida, estudios en ratones han utilizado microensayos para mostrar que la transcripción de estos genes aumenta varias veces después de una convulsión. El número de estas moléculas transcrito generalmente alcanza un pico a las 24 horas después de la convulsión, pero pueden permanecer en niveles elevados estadísticamente significativos hasta por 72 horas. Wilson observó una mayor magnitud del incrementento en ratas adultas comparado con ratas inmaduras, lo que es notorio porque las ratas más jóvenes tienen períodos refractarios postictales mucho más cortos. También se ha observado que la administración de TRH exógena ha mejorado la cognición postictal en humanos, medida con tests neuropsicológicos. Esta evidencia refuerza la exístencia de un rol natural de estas moléculas en la finalización y/o recuperación de los estados convulsivos, y puede dar origen a fármacos que mitiguen los síntomas postictales en el futuro.
Apoyando la teoría de opioides en el estado postictal, el pretratamiento de ratas con morfina aumentó los síntomas postictales y el pretratamiento con naloxona los disminuyó (medidos por la presencia de ondas lentas en el EEG, aumento de espigas en el EEG, disminución de la memoria, respuesta afectiva al dolor, y comportamiento motor explosivo). Se cree que los péptidos opioides cumplen una función muy útil en la terminación de las convulsiones, por lo que pretratar pacientes humanos con naloxona podría ponerlos en riesgo de status epilepticus. La naloxona puede resultar útil para mejorar los síntomas después de las convulsiones, pero no se sabe si esto también pondría al paciente en riesgo de una nueva convulsión en el futuro próximo como resultado del acortamiento del período refractario postictal.